# Ondřej Kaše
Ondřej Kaše (* 8. listopadu 1995, Kadaň) je český hokejový útočník momentálně hrající ELH za tým HC Verva Litvínov.

## Hráčská kariéra
Ondřej Kaše začínal jako malý hrát v týmu SK Kadaň odtud poté přestoupil do týmu Piráti Chomutov. V sezoně 2012/2013 začal hrát v seniorském týmu SK Kadaň. O sezonu později začal hrát nejvyšší českou hokejovou soutěž za tým Piráti Chomutov. V Chomutově vydržel až do roku 2015 poté začal hrát za tým San Diego Gulls. V roce 2015 podepsal tříletou nováčkovskou smlouvu s týmem Anaheim Ducks z National Hockey League (NHL). Byl draftován v roce 2014 v sedmém kole z 205. pozice. Sezona 2016/17 byla pro něj v NHL zatím nejúspěšnější, byl povolán do prvního týmu Anaheim Ducks, kde odehrál 53 zápasu a nasbíral 15 bodů.
V únoru 2020 byl vyměněn do Bostonu, za volbu v 1. kole draftu 2020, Davida Backese a Axella Anderssona.

## Ocenění a úspěchy
- 2011 ČHL-16 – Nejlepší střelec v přesilových hrách
- 2013 MS-18 – Top tří nejlepší hráči v týmu
- 2015 Postup s týmem Piráti Chomutov do ČHL
- 2024 ČHL – Nejlepší hráč utkání

## Prvenství

### ČHL
- Debut – 13. září 2013 (HC Energie Karlovy Vary proti Piráti Chomutov)
- První asistence – 13. září 2013 (HC Energie Karlovy Vary proti Piráti Chomutov)
- První gól – 15. září 2013 (Piráti Chomutov proti HC Sparta Praha, brankáři Tomáš Pöpperle)

### NHL
- Debut – 2. listopadu 2016 (Anaheim Ducks proti Pittsburgh Penguins)
- První asistence – 4. listopadu 2016 (Anaheim Ducks proti Arizona Coyotes)
- První gól – 1. prosince 2016 (Vancouver Canucks proti Anaheim Ducks, brankáři Ryan Miller)
- První hattrick – 12. prosince 2018 (Anaheim Ducks proti Dallas Stars)

## Klubové statistiky
| Sezóna      | Klub                | Soutěž      |     | Základní část | Základní část | Základní část | Základní část | Základní část |   | Play off | Play off | Play off | Play off | Play off |
| Sezóna      | Klub                | Soutěž      | Z   | G             | A             | B             | TM            | Z             | G | A        | B        | TM       |          |          |
| 2013/2014   | SK Kadaň            | 1.ČHL       | 5   | 3             | 1             | 4             | 0             | —             | — | —        | —        | —        |          |          |
| 2013/2014   | Piráti Chomutov     | ČHL         | 37  | 4             | 3             | 7             | 10            | 7             | 1 | 2        | 3        | 0        |          |          |
| 2014/2015   | Piráti Chomutov     | 1.ČHL       | 37  | 7             | 14            | 21            | 8             | 11            | 6 | 5        | 11       | 4        |          |          |
| 2015/2016   | San Diego Gulls     | AHL         | 25  | 8             | 6             | 14            | 6             | 9             | 1 | 3        | 4        | 0        |          |          |
| 2016/2017   | San Diego Gulls     | AHL         | 14  | 6             | 6             | 12            | 4             | —             | — | —        | —        | —        |          |          |
| 2016/2017   | Anaheim Ducks       | NHL         | 53  | 5             | 10            | 15            | 18            | 9             | 2 | 0        | 2        | 4        |          |          |
| 2017/2018   | Anaheim Ducks       | NHL         | 66  | 20            | 18            | 38            | 14            | 4             | 0 | 0        | 0        | 0        |          |          |
| 2018/2019   | Anaheim Ducks       | NHL         | 30  | 11            | 9             | 20            | 2             | —             | — | —        | —        | —        |          |          |
| 2019/2020   | Anaheim Ducks       | NHL         | 49  | 7             | 16            | 23            | 10            | —             | — | —        | —        | —        |          |          |
| 2019/2020   | Boston Bruins       | NHL         | 6   | 0             | 1             | 1             | 4             | 11            | 0 | 4        | 4        | 2        |          |          |
| 2020/2021   | Boston Bruins       | NHL         | 3   | 0             | 0             | 0             | 0             | —             | — | —        | —        | —        |          |          |
| 2021/2022   | Toronto Maple Leafs | NHL         | 50  | 14            | 13            | 27            | 14            | 7             | 0 | 3        | 3        | 6        |          |          |
| 2022/2023   | Carolina Hurricanes | NHL         | 1   | 0             | 0             | 0             | 0             | —             | — | —        | —        | —        |          |          |
| 2023/2024   | HC Verva Litvínov   | ČHL         | 48  | 23            | 31            | 54            | 25            | 13            | 1 | 6        | 7        | 8        |          |          |
| 2024/2025   | HC Verva Litvínov   | ČHL         |     |               |               |               |               |               |   |          |          |          |          |          |
| NHL celkově | NHL celkově         | NHL celkově | 258 | 57            | 67            | 124           | 62            | 31            | 2 | 7        | 9        | 12       |          |          |
| ČHL celkově | ČHL celkově         | ČHL celkově | 85  | 27            | 34            | 61            | 35            | 20            | 2 | 8        | 10       | 8        |          |          |

## Reprezentace
| Rok                       | Tým                       | Soutěž                    | Z  | G | A | B  | TM |
| ------------------------- | ------------------------- | ------------------------- | -- | - | - | -- | -- |
| 2012                      | Česko 18                  | MIH                       | 5  | 3 | 2 | 5  | 0  |
| 2013                      | Česko 18                  | MS-18                     | 5  | 1 | 2 | 3  | 0  |
| 2014                      | Česko 20                  | MSJ                       | 5  | 1 | 2 | 3  | 0  |
| 2015                      | Česko 20                  | MSJ                       | 5  | 1 | 1 | 2  | 0  |
| 2024                      | Česko                     | MS                        | 10 | 3 | 4 | 7  | 4  |
| Juniorská kariéra celkově | Juniorská kariéra celkově | Juniorská kariéra celkově | 20 | 6 | 7 | 13 | 0  |
| Seniorská kariéra celkově | Seniorská kariéra celkově | Seniorská kariéra celkově | 10 | 3 | 4 | 7  | 4  |